# Ludwig Simon (Politiker, 1920)
Ludwig Simon (* 9. Mai 1920 in Weiher; † 25. März 2007 in Bad Schönborn) war ein deutscher Kommunalpolitiker (CDU), Bürgermeister und Ehrenbürger von Ubstadt-Weiher.

## Leben
Nach Abschluss seiner Schulzeit in Weiher und Sasbach leistete er ab 1939 Kriegsdienst bis zu seiner Entlassung aus französischer Kriegsgefangenschaft 1945. Er war Führer der 2. Kompanie, I. Bataillon, Panzergrenadier-Regiment 35, 25. Panzergrenadier-Division, Heer. Während des Krieges wurde er viermal verwundet und erhielt aufgrund seiner Verdienste das Eiserne Kreuz 1. Klasse und 2. Klasse sowie am 5. März 1945 das Ritterkreuz des Eisernen Kreuzes. Er schied aus dem aktiven Dienst im Rang eines Leutnant der Reserve.
Nach seiner Heimkehr begann er eine Maurerlehre und war danach mehrere Jahre als Bodenleger tätig. Im Jahr 1954 wurde er zum Bürgermeister seiner Heimatgemeinde Weiher gewählt. Nach der Gemeindefusion zwischen Ubstadt und Weiher war er ab dem 1. April 1970 Bürgermeister von Ubstadt-Weiher. Im Jahr 1981 erhielt er das Bundesverdienstkreuz am Bande und trat 1986 als dienstältester Bürgermeister des Landkreises Karlsruhe in den Ruhestand. Als Mitglied im Kreistag des Landkreises Karlsruhe war er insgesamt 34 Jahre tätig.
Die Gemeinde Ubstadt-Weiher verlieh ihm im Jahr 1986 für seine vielfältigen Verdienste zum Wohle seiner Heimatgemeinde das Ehrenbürgerrecht. Am 9. Mai 1987 erhielt er im Residenzschloss Ludwigsburg die Verdienstmedaille des Landes Baden-Württemberg. Für sein herausragendes Engagement im Landschafts- und Naturschutz (u. a. Neumodellierung des Bodendenkmals Forlenbuckel) wurde er mit der Staufer-Medaille ausgezeichnet, ebenso erhielt er die Silberne und die Goldene Ehrenmedaille des Landkreises Karlsruhe.
Ludwig Simon verstarb 2007 in Bad Schönborn und wurde in seiner Heimatgemeinde Weiher in einem Ehrengrab beigesetzt.
Am 18. Juni 2024 beschloss der Gemeinderat in einer öffentlichen Sitzung, im Neubaugebiet „Weiher Nord“ eine Straße nach Ludwig Simon zu benennen: den „Ludwig-Simon-Ring“.